# ActA
ActA（Actin assembly-inducing protein）とは、リステリア・モノサイトゲネス（Listeria monocytogenes）のゲノムにコードされているタンパク質の一つである。膜貫通領域を含む細菌細胞表面タンパク質である 。哺乳動物の細胞内においてActAは、 Arp2/3複合体およびアクチン単量体と相互作用して、細菌表面上でアクチン重合を誘導し、アクチンロケットを生成する。ActAをコードする遺伝子はactAもしくはprtBである。
L. monocytogenesはヒト体内に経口侵入するとすぐに腸上皮細胞に入り込むが、そこで細胞内の液胞に取り込まれるので液胞から迅速に脱出しなければならない 。そこでL. monocytogenesはActAタンパク質を用いて細菌表面上でアクチンの重合を始め、アクチンロケットを作り、運動性のための推進力を生み出す。ActAはこのアクチンベースの運動に必要であり、他の細菌性因子の非存在下でもActAがあれば細菌の運動性を誘導するのに十分であることが示されている。

## 発見
ActAは、レシチナーゼ陰性のTn917-lacリステリア突然変異株の分析を通じて発見された。この突然変異株は、アクチンベースの運動性があれば可能な細胞から細胞への拡散ができない表現型であった。野生株と同様に効率的にファゴソームから逃げ出し宿主細胞内で増殖したが、野生株のように細胞表面にアクチンは現れなかった。さらなる分析の結果、Tn917-lacがオペロンの第2遺伝子であるactAに挿入されていたことが示された。このオペロンの第3遺伝子plcBはレシチナーゼをコードする。actA自体、plcB、下流の他の共転写領域のどれがアクチン集合に関与するかどうかを決定するために突然変異株が作成された。actA突然変異体を除く全ての突然変異体はF-アクチンとの関連および細胞-細胞間の拡散に関して野生株と近似していた。actA突然変異体のactAを補完すると、野生株の表現型が回復した。

## 機能

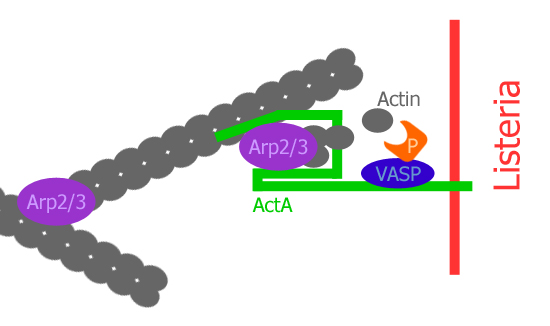
図1 細菌タンパク質ActA(緑)によるアクチン集合の誘導。 宿主の哺乳動物細胞由来でこのプロセスに関わるのはアクチン(黒)、プロフィリン(オレンジのP)、血管拡張因子刺激リン酸化タンパク質(青のVASP)およびアクチン関連タンパク質2と3の複合体(Arp2/3複合体、紫のArp2/3)である。

ActAは、宿主細胞中に存在する核形成促進因子（NPF）であるウィスコット・アルドリッチ症候群タンパク質（WASP）の模倣物として作用するタンパク質である。哺乳動物細胞のNPFはアクチン関連タンパク質2および3の複合体（Arp2/3複合体）を集合させて結合し、Arp2/3複合体を活性型コンフォメーションへと誘導する。このコンフォメーション変化によりNPFはアクチンフィラメントの重合を70°の角度で開始し、運動性細胞の最先端に特徴的なY分枝アクチン構造を導く。ActAは細菌の古い極に局在し、細菌細胞膜と細胞壁の両方に分布しており、外へは拡散しないように制御されている。 従って、ActAは細菌表面上に偏極かつ固定されて存在し、アクチン重合の開始はこの領域でのみ起こる。ActAの発現は、哺乳動物の宿主細胞に入った後に限定して誘導される。
アクチンフィラメントの形成は、宿主の細胞質内の細菌を前方へと押す力を発生させる。アクチン重合の連続により細胞質内での運動性と隣接細胞への感染能力が生まれる。
ActAは液胞の破壊においても役割を果たす。 ActA欠失突然変異体は液胞からの脱出能力を欠く。酸性領域のN末端における11アミノ酸区間（32〜42）は、ファゴソームの破壊にとって重要であることが示されている。

## 構造
actA遺伝子の一次タンパク質産物は639個のアミノ酸から成り、一本のペプチド鎖（最初の29アミノ酸N末端）とActA鎖（610アミノ酸C末端）を含む。この610アミノ酸が成熟ActAタンパク質となる。ActAは分子量70,349Daの表面タンパク質である。
ActAは3つの機能的ドメインに分けられる（図2）
- 高電荷のN末端ドメイン:1-234アミノ酸残基
- プロリンリッチの反復配列を伴う中央ドメイン:235-394アミノ酸残基
- 膜貫通ドメインを伴うC末端ドメイン:395-610アミノ酸残基

### N末端ドメイン

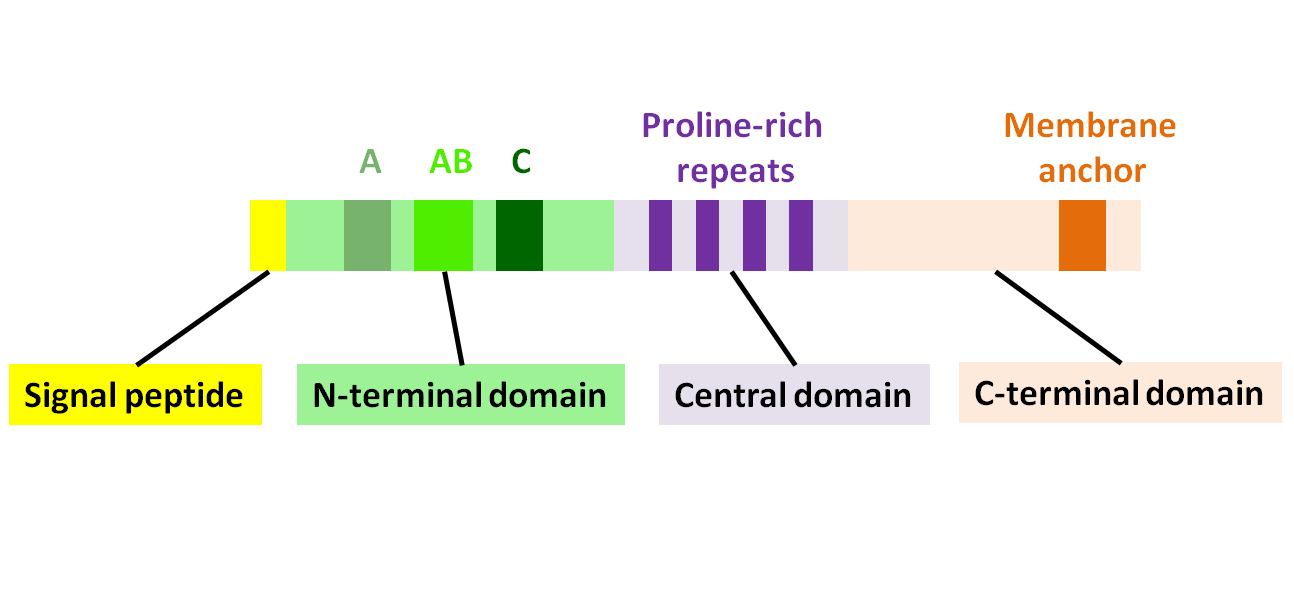
図2 ActAタンパク質の機能的ドメイン

N末端から数えて156アミノ酸残基はN末端ドメインであり、3つの領域から成る 。(図2):
- 酸性残基区画である領域A:32-45アミノ酸残基
- アクチン単量体と結合する区画である領域AB:59-102アミノ酸残基
- コフィリン相同配列である領域C:145-156アミノ酸残基

N末端領域はアクチン重合において重要な役割を果たす 。このドメインには、真核生物のWASPファミリーの核形成促進因子（NPF）にも存在するコンセンサス配列エレメントがある 。NPFはArp2/3と同じくアクチン単量体結合領域を含む。ActAのアクチン単量体結合領域は、WASP-Homology-2ドメイン（WH2）やVドメインのような機能的特性を有するが、配列が異なる。NPFではドメインの順序はWH2の次にCドメイン、その次にAドメインであり、ActAとは異なる。

### 中央ドメイン
ActAの中心にあるプロリンリッチ領域は、効率的な細菌の運動性を確保するために重要である。FPPPPモチーフかFPPIPモチーフのどちらかを含む4つのプロリンリッチ反復配列がある。これらの領域は、焦点接着やストレスファイバーと関連することが知られている宿主の細胞骨格タンパク質ザイキシン、ビンキュリンおよびpalladinの模倣物となる 。血管拡張因子刺激リン酸化タンパク質（VASP）は、そのEna/VASP homology 1ドメイン（EVH1ドメイン）を介して中央のプロリンリッチ領域に結合し、アクチン単量体結合タンパク質であるプロフィリンを動員し、アクチンフィラメントの反矢じり端で重合を促進する。さらに、VASPはC末端のEVH2ドメインを介してF-アクチンと相互作用し、細菌をアクチン重合体(アクチンロケット)と連結させるようである 。この推測は、ActAが複数のEna/VASPタンパク質と同時に結合でき、ActAとEna/VASPとの間に高い親和性を有するという事実によって支持されている。VASPはin vitroでアクチンのY分枝の頻度を減少させることが示されており、したがって、並列して形成されてアクチンロケットを構成するフィラメントの割合が増加する。

### C末端ドメイン
ActAのC末端ドメインは、細菌膜中のタンパク質を固定する疎水性領域を有する。
そのほかの特記事項として
- アクチン結合領域に配列相同性がない。
- ActAは、宿主NPFとの主な違いとして、RhoファミリーのGTP加水分解酵素などの調節タンパク質と結合する部位を持たず、宿主からの制御を受け付けない。宿主に干渉されないL. monocytogenesのアクチン核形成活性はこの細菌の感染力と病原性にとって有利に働く。

## アナログ
ActAが機能的に模倣しているWASP/N-WASPは真核生物において高度に保存されている。このタンパク質は重要なアクチン-細胞骨格形成装置であり、エンドサイトーシスと細胞運動性などのプロセスにおいて重要である。Rhoファミリーの低分子量GTPアーゼであるCdc42によって活性化されたWASP/N-WASP複合体はArp2/3複合体を活性化し、高速のアクチン重合を導く。

### IcsA
赤痢菌ではIcsAタンパク質がN-WASPを活性化する。活性N-WASP/WASP複合体は、Arp2/3複合体を活性化することによってアクチン重合を導く。ActAタンパク質がArp2/3複合体と直接相互作用して活性化させるのとは対照的である。

### RickA
RickettsiaのRickAタンパク質もWASPと同様の方法でArp2/3複合体を活性化することができる。ActAの場合とは対照的に、アクチンフィラメントは、長くて枝分かれのない束に作られる。Arp2/3複合体は細菌表面付近にのみ局在しているため、Arp2/3複合体に依存しない方法での伸長がより頻繁に利用されていると推測されている。

### BimA
Burkholderia pseudomalleiではBimAがin vitroでアクチン重合を開始する。この細菌の細胞内移動は、Arp2/3複合体とは独立して発動すると考えられている。